# Уряд Гордона Брауна

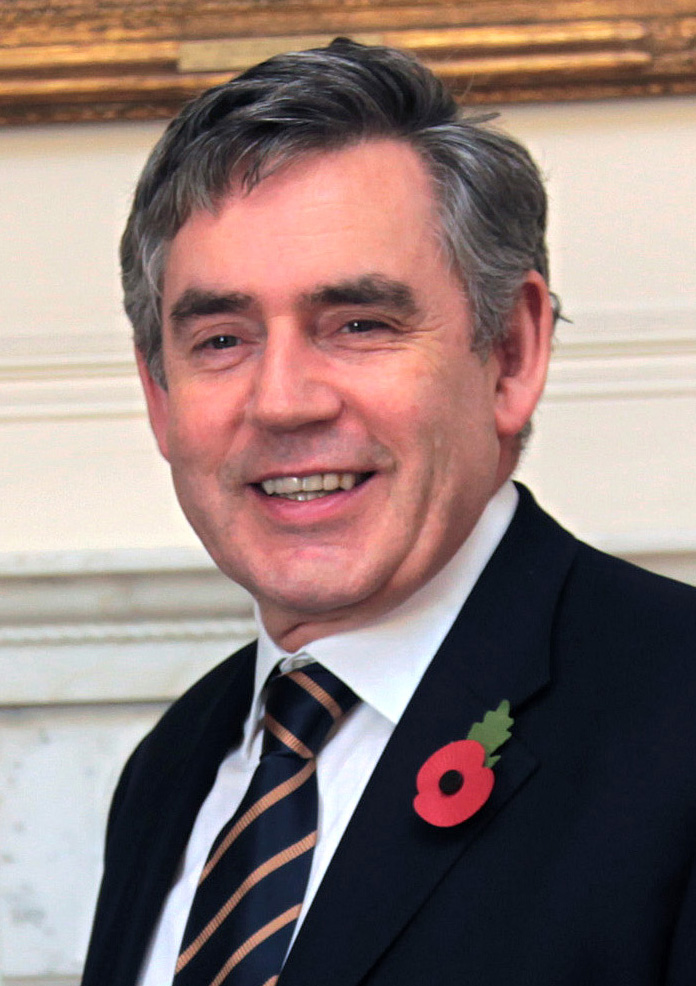
Гордон Браун

Уряд Гордона Брауна (англ. Gordon Brown ministry) — 93-й уряд Сполученого Королівства Великої Британії та Північної Ірландії, діяв з 27 червня 2007 по 11 травня 2010 під головуванням Гордона Брауна.

## Формування
27 червня 2007 прем'єр-міністр Тоні Блер пішов у відставку, і на зміну йому прийшов Гордон Браун, який того ж дня зробив кардинальні перестановки в однопартійному лейбористському уряді: з 24 міністрів колишнє крісло зберіг тільки міністр оборони Дес Браун. Гордон Браун, який обіймав в уряді попередника посаду канцлера скарбниці, на думку оглядачів, посилив свої позиції просуванням прихильників на більш впливові посади, за деякими винятками. Зокрема, місце міністра внутрішніх справ несподівано отримала віддана послідовниця Блера Джекі Сміт, яка стала першою в історії Великої Британії жінкою на цій посаді. Лідер Палати лордів в уряді Блера баронеса Еймос вийшла зі складу уряду, а лідер Консервативної партії Девід Кемерон, привітавши Брауна з призначенням, закликав його негайно провести нові парламентські вибори, заявивши: «Гордон Браун не має мандата довіри, він не був обраний на посаду прем'єр-міністра, і він повинен звернутися до країни».

## Перший етап перестановок в уряді
24 січня 2008 міністр праці і пенсій Пітер Хейні вийшов з уряду, а на його місце був переміщений з посади міністра культури Джеймс Пернелл, що спричинило за собою серію інших перестановок у кабінеті. Другий портфель Хейні, міністра у справах Уельсу, отримав новачок — Пол Мерфі. Ще одним новим обличчям уряду стала Керолайн Флінт. Вона замінила перекладену на посаду старшого секретаря скарбниці Іветт Купер в її колишньому кріслі міністра житлового будівництва і планування, а Енді Бернем обміняв портфель старшого секретаря скарбниці на посаду міністра культури. Головний партійний організатор Палати лордів і капітан Почесного корпусу лейб-гвардійців барон Грокотт також залишив кабінет, і його посаду обійняла баронеса Роялл Блейсдонська.

## Другий етап перестановок в уряді
3 жовтня 2008 Гордон Браун зробив нову серію призначень в уряді, найбільш обговорюваним з яких стало призначення міністром підприємництва єврокомісара з торгівлі Пітера Мандельсона, раніше двічі йшов з уряду Тоні Блера. Джон Хаттон, який поступився своє крісло Мандельсону, отримав посаду міністра оборони замість Деса Брауна, який вийшов з кабінету. Другий портфель Брауна — міністра у справах Шотландії, отримав «новобранець» уряду Джим Мерфі. Лідер Палати лордів Кетрін Ештон замінила Мандельсона в Єврокомісії, баронеса Роялл зайняла її місце в уряді, головним парламентським організатором у Палаті громад замість Джеффа Хуна став Нік Браун, а сам Хун замінив Рут Келлі, що вирішила піти з політики, у кріслі міністра транспорту. Крім того, в уряді було створено нову посаду — міністра енергетики та боротьби зі зміною клімату, яку обійняв Ед Мілібенд, який поступився кріслом герцога Ланкастерського і міністра Кабінету Ліаму Бірну.
Тоні Макналті став міністром зайнятості, колишній міністр оборони Пол Дрейсон — міністром науки та інновацій, Маргарет Бекетт стала державним міністром житлового будівництва і планування, а Керолайн Флінт перейшла з цього відомства на посаду міністра у справах Європи. Всі вони можуть брати участь у засіданнях Кабінету у міру необхідності, а не на постійній основі.

## Третій етап перестановок в уряді
5 червня 2009 міністр оборони Джон Хаттон і міністр праці і пенсій Джеймс Пернелл вийшли з уряду, при цьому перший з них заявив про зберігає лояльність Гордону Брауну і Лейбористській партії, а другий закликав лейбористів до єднання зважаючи на вибори, що наближаються. Крім того, залишила уряд міністр у справах Європи Керолайн Флінт, яка звинуватила Гордона Брауна у тому, що він використовує її як «жіночий образ в оформленні вітрини» (female window dressing), міністр місцевого самоврядування Хейзел Блірс, яка говорила про «сумний провал» уряду і висміювала Гордона Брауна за використання YouTube, міністр внутрішніх справ Джекі Сміт, яку звинуватили у включенні до свої парламентські витрати вартості двох порно-відеозаписів, міністр транспорту Джефф Хун залишив уряд після звинувачень у порушеннях при заяві своїх парламентських витрат, і державний міністр житлового будівництва Маргарет Бекетт, на думку преси — у зв'язку з відмовою у просуванні її по кар'єрних сходах. Алан Джонсон перемістився з посади міністра охорони здоров'я у крісло міністра внутрішніх справ, Енді Бернем зайняв його колишнє місце, а Пітер Хейні повернувся до уряду на свою колишню посаду міністра у справах Уельсу, міністр інновацій та університетів Джон Денем став міністром місцевого самоврядування, старший секретар Казначейства Іветт Купер стала міністром праці і пенсій, Ендрю Адоніс — міністром транспорту, а Боб Ейнсворт — міністром оборони.
Крім того, Бен Бредшоу став міністром культури, ЗМІ і спорту, Ліам Бірн — старшим секретарем Казначейства. Лідер Палати лордів баронеса Роялл Блейсдонська отримала додаткову посаду канцлера герцогства Ланкастерського, а міністр Олімпійських ігор і керівник Рахункової палати Тесса Джоуелл додала до цих посад місце міністра Кабінету. Джон Хілі став державним міністром житлового будівництва і планування, Джим Найт — державним міністром зайнятості та соціальної реформи, Доун Прімароло — державним міністром у справах дітей, Розі Вінтертон — державним міністром регіонального економічного розвитку і координації. Міністерство інновацій, університетів та професійної освіти об'єднано з Міністерством підприємництва та реформи регулювання у Міністерство підприємництва, інновацій та навичок Великої Британії, яке очолив Пітер Мандельсон, а державним міністром став Пет Макфадден.
9 червня 2009 Садік Хан став державним міністром транспорту.